# Kévin Guillot
Pour les articles homonymes, voir Guillot.
Kévin Guillot, né le 21 janvier 1992 à Saint-Brieuc, est un coureur cycliste français. Spécialiste des épreuves de vitesse et de keirin sur piste, il a notamment été champion du monde de vitesse par équipes juniors en 2010. Lors de ces championnats du monde, il a battu le record du monde juniors des 750 mètres en équipe, avec Benjamin Édelin et Julien Palma, en 45 s 402.

## Palmarès sur piste

### Championnats du monde juniors
- Montichiari 2010
  -  Champion du monde de vitesse par équipes juniors (avec Benjamin Édelin et Julien Palma)

### Championnats d'Europe
- Minsk 2009
  -  Médaillé de bronze du keirin juniors
  -  Médaillé de bronze de la vitesse par équipes juniors
- Saint-Pétersbourg 2010
  -  Champion d'Europe de vitesse par équipes juniors (avec Benjamin Édelin et Julien Palma)
  -  Médaillé d'argent du keirin juniors

### Championnats de France
- 2008
  -  Champion de France de vitesse individuelle cadets
  - 3e de la vitesse par équipes élites
- 2009
  -  Champion de France de vitesse par équipes
  - 2e de la vitesse individuelle juniors
- 2010
  - 3e de la vitesse individuelle juniors
  - 3e de la vitesse par équipes

### Championnats de Bretagne
- 2010
  -  Champion de Bretagne de vitesse par équipes
  -  Champion de Bretagne du keirin

## Palmarès sur route
- 2014
  - Prix de la Saint-Laurent Espoirs
  - 3e de l'Étoile de Tressignaux
- 2015
  - 3e de la Ronde du Porhoët
  - 3e du Circuit des Deux Provinces